# IOS 26
iOS 26 je devatenáctá hlavní verze mobilního operačního systému iOS společnosti Apple, určeného pro chytré telefony iPhone. Byla představena 9. června 2025 na vývojářské konferenci WWDC (Worldwide Developers Conference). Jde o přímého nástupce systému iOS 18. Apple současně oznámil, že číslování všech svých operačních systémů bude od této verze sjednoceno s kalendářním rokem, který následuje po oznámení na konferenci WWDC.

## Novinky

### Uživatelské rozhraní
Systém iOS 26 zavádí nový designový jazyk napříč všemi platformami Apple s názvem Liquid Glass. Ten je inspirován systémem visionOS a nahrazuje dřívější plochý design používaný od iOS 7. Nový styl využívá zaoblené, průsvitné prvky s optickými vlastnostmi skla (včetně lomu světla) a zároveň přináší částečný návrat skeuomorfismu známého z iOS 6 a dřívějších verzí. Výrazných změn se dočkaly aplikace Fotoaparát a Safari.

### Apple Intelligence
Apple Intelligence rozšiřuje svou přítomnost v systému iOS 26. Modely byly optimalizovány pro lepší výkon a rozšířenou jazykovou podporu. Nové funkce zahrnují živý překlad hlasových a textových konverzací přímo na zařízení, vylepšené funkce Genmoji umožňující kombinaci emoji bez nutnosti zadávat textový prompt, a rozšířenou integraci umělé inteligence do aplikací jako Zkratky, Visual Intelligence a Image Playground, včetně spolupráce s ChatGPT. Nový framework Foundation Models umožňuje vývojářům integrovat Apple Intelligence do vlastních aplikací již pomocí tří řádků kódu ve Swiftu.

### Nastavení
Aplikace Nastavení nabízí novou sekci pro správu baterie s možností porovnávat denní spotřebu energie. Přidán byl také nový režim adaptivního napájení, který optimalizuje spotřebu automatickým snížením jasu, výkonu a dalších parametrů při vyšší zátěži zařízení.

### Změny v aplikacích
Zprávy nyní podporují přidávání pozadí do konverzací, vytváření anket, indikaci psaní ve skupinových chatech, možnost posílání peněz přes Apple Cash a filtrování zpráv od neznámých odesílatelů do zvláštní složky.
Apple Music přináší funkci AutoMix, která za pomoci Apple Intelligence vytváří plynulé přechody mezi skladbami. Dále obsahuje překlady textů písní s výslovnostními průvodci a karaoke režim prostřednictvím Apple Music Sing s možností využití iPhonu jako mikrofonu.
Fotky se vrací k jednoduššímu rozhraní založenému na záložkách, s oddíly Knihovna a Kolekce. Nově lze běžné fotografie převádět na prostorové snímky s efektem paralaxy.
Poznámky nyní umožňují nahrávat a přepisovat hovory a exportovat záznamy ve formátu Markdown.
Mapy využívají analýzu nejčastějších tras přímo na zařízení. Systém automaticky rozpoznává opakující se cesty (např. domov–práce), upozorňuje na zpoždění a nabízí alternativní trasy. Přibyla také sekce Navštívená místa.
Apple Wallet rozšiřuje funkce pro palubní lístky – zobrazuje mapy interiérů letišť a živé informace o letech. Uživatelé v USA si mohou nově přidat digitální pas.
Aplikace Game Center a hry z App Store a Apple Arcade byly sloučeny do nové systémové aplikace Hry, která nabízí jednotné rozhraní pro hraní, správu účtů a výzev mezi přáteli.

### Přístupnost
Systém zahrnuje nové funkce pro uživatele se zdravotním postižením, včetně čtečky přístupnosti pro systémové předčítání, Braille Access pro připojení braillských displejů a vylepšení funkcí jako Live Listen, Zvuky na pozadí a Osobní hlas.

## Podporovaná zařízení
Systém iOS 26 je kompatibilní s iPhony s čipem Apple A13 Bionic a novějším. Tímto končí podpora modelů iPhone XS, iPhone XS Max a iPhone XR. Podpora funkce 3D Touch byla zcela ukončena.
Funkce Apple Intelligence vyžadují čip Apple A17 Pro nebo novější a jsou tedy dostupné pouze na vybraných modelech:
| Model iPhonu            | Podpora iOS 26 | Podpora Apple Intelligence |
| ----------------------- | -------------- | -------------------------- |
| iPhone 11               | Ano            | Ne                         |
| iPhone 11 Pro           | Ano            | Ne                         |
| iPhone 11 Pro Max       | Ano            | Ne                         |
| iPhone SE (2. generace) | Ano            | Ne                         |
| iPhone SE (3. generace) | Ano            | Ne                         |
| iPhone 12               | Ano            | Ne                         |
| iPhone 12 Mini          | Ano            | Ne                         |
| iPhone 12 Pro           | Ano            | Ne                         |
| iPhone 12 Pro Max       | Ano            | Ne                         |
| iPhone 13               | Ano            | Ne                         |
| iPhone 13 Mini          | Ano            | Ne                         |
| iPhone 13 Pro           | Ano            | Ne                         |
| iPhone 13 Pro Max       | Ano            | Ne                         |
| iPhone 14               | Ano            | Ne                         |
| iPhone 14 Plus          | Ano            | Ne                         |
| iPhone 14 Pro           | Ano            | Ne                         |
| iPhone 14 Pro Max       | Ano            | Ne                         |
| iPhone 15               | Ano            | Ne                         |
| iPhone 15 Plus          | Ano            | Ne                         |
| iPhone 15 Pro           | Ano            | Ano                        |
| iPhone 15 Pro Max       | Ano            | Ano                        |
| iPhone 16               | Ano            | Ano                        |
| iPhone 16 Plus          | Ano            | Ano                        |
| iPhone 16 Pro           | Ano            | Ano                        |
| iPhone 16 Pro Max       | Ano            | Ano                        |
| iPhone 16e              | Ano            | Ano                        |

## Historie vydání
První vývojářská beta verze systému iOS 26 byla vydána 9. června 2025, bezprostředně po představení na konferenci WWDC.
| Předchozí verze | Aktuální stabilní verze | Aktuální beta verze                     | Bezpečnostní reakce |
| --------------- | ----------------------- | --------------------------------------- | ------------------- |
| iOS 26          | –                       | iOS 26.0 beta 1 23A5260n 9. června 2025 | –                   |